# Tonje Nøstvold
Tonje Nøstvold född den 7 maj 1985 i Stavanger i Norge, är en norsk handbollsspelare.
Hon tog OS-guld i damernas turnering i samband med de olympiska handbollstävlingarna 2008 i Peking.
Hon tog sedan OS-guld igen i damernas turnering i samband med de olympiska handbollstävlingarna 2012 i London.